# Misa Campesina Nicaragüense
Para la Misa Popular Nicaragüense de José de la Jara y Manuel Dávila, véase Misa Popular Nicaragüense
Misa Campesina Nicaragüense es un álbum del compositor nicaragüense Carlos Mejía Godoy que constituye un hito en la incorporación de la teología de la liberación y la música folclórica nicaragüense en una obra musical compuesta para ser cantada durante la misa.
En al actualidad su uso litúrgico está prohibido por la Iglesia Católica de Nicaragua.
Ha sido elogiada por Dorothee Sölle por superar totalmente el "peligro teológico del docetismo".

## Historia
Su composición estuvo motivada por la promulgación de la constitución Sacrosanctum Concilium sobre la sagrada liturgia católica emanada del Concilio Vaticano II que permitió la música popular y regional en la liturgia. 
Su incubación en el "Taller de Sonido Popular" fue posible gracias a Carlos Mejía Godoy, su principal autor, quien invitó a diversos compositores a enrolarse en esta iniciativa y el único que logró aportar creativamente fue Pablo Martínez Téllez, "El Guadalupano".

### Influencias
Aunque fue educado en un Colegio Salesiano y fue aspirante al sacerdocio, las principales influencias de Mejía Godoy tenían una raíz marxista que pronto encontraron su expresión cristiana en la Teología de la liberación que incentivaba la creación de una "Iglesia Popular" que atrajo a los jóvenes de su generación en agitación contra la jerarquía tradicional de la Iglesia católica en los países de Centroamérica. 
Por otro lado, su espíritu creativo fue conmovido por las muertes del Che Guevara, del poeta Leonel Rugama, un ex-seminarista como él, y de Arlen Siu.

### Estreno
Fue interpretada por primera vez en 1975 durante una misa oficiada por Ernesto Cardenal en la Capilla de la Isla de Mancarrón en el Archipiélago de Solentiname.
La segunda presentación estaba prevista para realizarse en la llamada "Plaza de los Cabros", una plaza comunal y polvorienta en el entonces Open 3, barrio embrión de la actual Ciudad Sandino, en una misa oficiada por Fernando Cardenal, sacerdote jesuita, pero los asistentes fue dispersados por la represión de los soldados de la Guardia Nacional de Nicaragua que lanzaron bombas lacrimógenas y disparos de fusil Garand.

### Prohibición
La Conferencia Episcopal de Nicaragua, presidida en ese entonces por Monseñor Manuel Salazar y Espinoza (Obispo de León), reaccionó contra los cantos. El 9 de noviembre de 1976 decretó "la no aprobación de la Misa Campesina por considerarla un canto no litúrgico." Sin embargo, la Misa Campesina Nicaragüense creció en popularidad a través de celebraciones populares que se extendieron gradualmente por todo el país, siendo los jóvenes sus más fervientes promotores.
Las grabaciones se hicieron circular de manera clandestina debido a la represión de la dictadura de Somoza.

### Versión pop
En 1979 la Orquesta Sinfónica de Londres y varios cantores españoles entre quienes estaban Ana Belén, Sergio y Estíbaliz, Miguel Bosé, Elsa Baeza y el trío Laredo, grabó la "Misa Campesina Nicaragüense" en un estudio de Madrid. Del álbum producido se vendieron más de 50.000 copias en menos de dos meses y alcanzó un disco de oro. 
El compositor del "Canto de los pájaros", rememora: 
"Fue un éxito. Sobre todo cuando se grabó en el género pop en 1979. Yo había viajado a Madrid en 1977, pero la canción se hizo popular en el 79, y fue porque Carlos Mejía dio a conocer la Misa Campesina después que ganó la OTI en el 77 con la canción "Quincho Barrilete". Entonces gustó mucho a la disquera CBS. Así fue como me gané el pase para ir a España, por mi canción."

### Gobierno revolucionario
Después del triunfo de la Revolución Nicaragüense el 19 de julio de 1979, la Misa Campesina Nicaragüense fue celebrada abiertamente, aunque nunca por la jerarquía católica oficial.
En 1980, las grabaciones fueron puestas en libre circulación por el sello ENIGRAC (Empresa Nicaragüense de Grabaciones Culturales).
Durante muchos años, en el templo Santa María de los Ángeles del barrio Riguero, siendo párroco el padre Uriel Molina Oliú, se interpretaron los cantos de la "Misa Campesina Nicaragüense" durante el acto litúrgico por parte del grupo musical "Resplandor'".

### CD 2001
La empresa Mantica-Waid lanzó una versión en CD remasterizada en diciembre de 2001.

## Lista de canciones
Carlos Mejía Godoy es el principal autor, pero otros músicos también colaboraron. Esta es la estructura y los aportes que se le hicieron:
- "Canto de entrada". Recopilaciones de Carlos Mejía con el Taller de Sonido Popular.

- "Kyrie". Palabra griega que significa piedad. El canto es una mazurca segoviana combinada con la música "La perra renca" del jinotegano Óscar Gutiérrez.

- "El Gloria". Contiene el son de toros de tiempos de la Guerra Nacional de Nicaragua, "La Mama Ramona" (versión de Alejandro Vega Matus), la música fue tocada por la Banda Popular del Diriá a cargo del profesor Teodoro Ríos.

- "El Credo". Compuesto con partes de los testimonios después del evangelio oficiado por Ernesto Cardenal en una especie de diálogo con los campesinos.

- "El Ofertorio". Tiene partes de una mazurca segoviana, "La chancha flaca".

- "Miskitu Lawana". Es un canto anónimo de la Iglesia morava recopilado por Fray Gregorio Smutko, O.F.M. Cap. (1931-2001), interpretado por Anselmo Nixon, un auténtico Delegado de la Palabra de Dios escogido para tal propósito por el "Padre Goyito".

- "El Canto de meditación" o "Canto de los pájaros". Creación original de Pablo Martínez Téllez es uno de los cantos más hermosos de la Misa Campesina Nicaragüense.[7] Su letra y melodía fue compuesta en 1975 en una quinta situada en el kilómetro 10 de la Carretera Sur, en la comarca Nejapa.[8]

- "Santo". su melodía es una versión tomada del grupo musical "Los Soñadores de Saraguasca", de la comarca de Tomatoya en el departamento de Jinotega.

- "Canto de despedida". Fue la última composición realizada en el Taller de Sonido Popular.

## Estilo musical
Basada en gran medida en el Son nica, estilo musical netamente nicaragüense y popularizado desde las décadas de los 1950, 1960 y 1970 del siglo XX. La Misa Campesina Nicaragüense amplió esta paleta musical para incorporar estilos musicales de todo el país, y en este sentido representa un microcosmos de las muchas regiones culturales de Nicaragua.